# Peter Maguire
Peter Maguire – irlandzki bokser urodzony w Irlandii Północnej, srebrny medalista Mistrzostw Europy z roku 1947.
W ćwierćfinale Mistrzostw Europy w Dublinie pokonał Szkota Williego Taylora. W półfinale kategorii piórkowej pokonał Belga Julesa van Dijka, pokonując go na punkty. W walce o złoty medal przegrał z reprezentantem Szwecji Kurtem Kreugerem.